# 克里米亞德意志人
克里米亞德意志人，是克里米亞半島的德語定居者，他們在18世紀末被邀請在克里米亞定居，作為東向移民運動的一部分。

## 歷史
克里米亞最早的德語民族是東哥特人，但他們早已被突厥人同化成為克里米亞韃靼人一部分。
在1783年開始，俄羅斯人、烏克蘭人和德意志人系統地定居到克里米亞半島（當時的克里米亞汗國），以削弱克里米亞韃靼人的人口。
第一個計劃中克里米亞德意志人的定居點於1805年至1810年在沙皇亞歷山大一世的支援下成立，在辛菲羅波爾;由路德派教徒於1806年成立。所有這些早期的殖民地都位於克里米亞的克里米亞山脈，大多是來自施瓦本的葡萄種植者。然而，隨著時間的流逝，只有蘇達克仍生產優質葡萄酒，其他定居點很快轉向農業。第二代因沒有足夠的土地，很快年輕人開始從俄羅斯貴族那裡購買土地並建立新的殖民地。後來[[[門諾派]]教徒也由烏克蘭移居克里米亞。

## 蘇聯的迫害
1921年10月18日，克里米亞蘇維埃社會主義自治共和國成立，作為俄羅斯蘇維埃聯邦社會主義共和國（即俄羅斯的一部分）的一部分。代替今天的Krasnohvardiiske Raion，為德意志人創建了兩個國家區。在蘇維埃政權下，許多德意志人民受到俄羅斯農民團夥的迫害，認為他們是地主富農或敵對資產階級。1939 年，在他們被驅逐到中亞的兩年前，克里米亞的110萬居民中約有 60,000 人是德意志人，“他們在克里米亞共和國擁有自己的行政區”(赤衛軍村區)。

## 納粹入侵和遣送
1941年底，德國入侵蘇聯西部地區後，蘇聯當局強行將近53,000名克里米亞本土德意志人遷往西伯利亞和中亞，理由是他們是第三帝國的間諜。因此，許多人在運輸途中死亡，儘管後來他們不能因該地區的納粹罪行而受到嚴重指責。
目前尚不清楚是否有任何克里米亞德國人留在克里米亞納粹佔領——德國的政策包括將所有倖存的蘇聯人民撤離到波蘭的定居點。納粹克里米亞總司令奧地利人阿爾弗雷德·弗勞恩費爾德在戰後提出了將德國人從義大利南蒂羅爾重新安置到這裡的想法。